# Vista United Telecommunication
Vista United Telecommunication était un partenariat entre la Walt Disney Company et United Telephone System pour la gestion du téléphone puis réseau à haut débit du complexe de Walt Disney World Resort.
Elle a été fondée en 1971 pour fournir des lignes téléphoniques aux hôtels et au parc du Magic Kingdom. Elle est la première société de téléphone à proposer:
- le système d'urgence du 911 dans l'État de Floride.
- un service totalement électronique.
- un réseau totalement enterré.

En 1975 elle est aussi le premier opérateur téléphonique américain à avoir un central opérationnel totalement informatisé.
En 1978 elle est la première à proposer un service commercial en fibre optique aux États-Unis.
En 1983 c'est le premier système de distribution locale en fibre optique des États-Unis au sein du parc Epcot.
En 1985 en raison de sa taille et de ses choix technologiques, c'est le premier opérateur totalement numérique.
Elle a été rachetée en mars 2001 par Smart City Telecom , une filiale (créée en août 2001) de US Cable Group, et qui depuis rayonne sur toute la région d'Orlando.